# World Tour w siatkówce plażowej 2017
World Tour w siatkówce plażowej 2017 są prestiżowymi rozgrywkami organizowanymi przez FIVB. Kolejny raz zmieniono system klasyfikacji turniejów. Tym razem wprowadzono system gwiazdek, w którym to zawody z większą ilością gwiazdek oferują większe nagrody pieniężne oraz punktowe. Rozegrano trzy turnieje 5-gwiazdkowe, dwa 4-gwiazdkowe, po cztery 3-gwiazdkowe jak i 2-gwiazdkowe, a także sześć turniejów 1-gwiazdkowych. Mistrzostwa Świata, które wliczały się do cyklu rozgrywek odbyły się w Wiedniu, a sezon zakończył się Finałami World Tour w Hamburgu.  

## Zawody

### Klasyfikacja turniejów
| Finały World Tour    |
| World Championships  |
| Turniej 5-gwiazdkowy |
| Turniej 4-gwiazdkowy |
| Turniej 3-gwiazdkowy |
| Turniej 2-gwiazdkowy |
| Turniej 1-gwiazdkowy |

### Mężczyźni
| Turniej                                                                               | 1 miejsce                                                   | 2 miejsce                            | 3 miejsce                                             | 4 miejsce                                  |
| ------------------------------------------------------------------------------------- | ----------------------------------------------------------- | ------------------------------------ | ----------------------------------------------------- | ------------------------------------------ |
| Fort Lauderdale Major Fort Lauderdale, Stany Zjednoczone 7 - 11 lutego                | Saymon Barbosa Álvaro Morais Filho 21–15, 21–17             | Evandro Oliveira André Stein         | Phil Dalhausser Nick Lucena 14–21, 21–13, 15–10       | Ryan Doherty John Hyden                    |
| Kish Island Open Kisz, Iran 15 - 18 lutego                                            | Viacheslav Krasilnikov Nikita Liamin 18–21, 21–19, 15–8     | Piotr Kantor Bartosz Łosiak          | Oleg Stoyanovskiy Artem Yarzutkin 13–21, 21–17, 15–7  | Lorenz Schümann Julius Thole               |
| Shepparton Open Shepparton, Australia 4 - 5 marca                                     | Christopher McHugh Damien Schumann 21–18, 21–18             | Cole Durant Zachery Schubert         | Ben O'Dea Sam O'Dea 21–12, 21–14                      | Marty Lorenz Adam Roberts                  |
| Langkawi Open Langkawi, Malezja 15 - 16 kwietnia                                      | Nivaldo Diaz Sergio González 21–17, 21–18                   | Peter Eglseer Florian Schnetzer      | Kusti Nõlvak Mart Tiisaar 21–17, 21–17                | Djordje Klasnic Lazar Kolaric              |
| Xiamen Open Xiamen, Chiny 20 - 23 kwietnia                                            | Alexander Brouwer Robert Meeuwsen 21–14, 21–17              | Daniele Lupo Paolo Nicolai           | Maciej Rudol Jakub Szałankiewicz 21–16, 21–17         | Armin Dollinger Jonathan Erdmann           |
| Rio de Janeiro Open Rio de Janeiro, Brazylia 17 - 21 maja                             | Alison Cerutti Bruno Oscar Schmidt 25–23, 21–12             | Piotr Kantor Bartosz Łosiak          | Daniele Lupo Paolo Nicolai 21–15, 24–26, 15–11        | Theo Brunner Casey Patterson               |
| Moscow Open Moskwa, Rosja 31 maja - 4 czerwca                                         | Phil Dalhausser Nick Lucena 21–17, 22–24, 18–16             | Viacheslav Krasilnikov Nikita Liamin | Oleg Stoyanovskiy Artem Yarzutkin 18–21, 21–14, 15–8  | Aleksandrs Samoilovs Jānis Šmēdiņš         |
| Dela Beach Open Haga, Holandia 14 - 18 czerwca                                        | Viacheslav Krasilnikov Nikita Liamin 23–21, 22–20           | Adrian Gavira Pablo Herrera          | Daniele Lupo Paolo Nicolai 21–18, 21–15               | Nico Beeler Marco Krattiger                |
| Porec Major Poreč, Chorwacja 26 czerwca - 2 lipca                                     | Gustavo Carvalhaes Pedro Salgado Solberg 18–21, 25–23, 15–9 | Daniele Lupo Paolo Nicolai           | Alison Cerutti Bruno Oscar Schmidt 18–21, 25–23, 15–9 | Oleg Stoyanovskiy Artem Yarzutkin          |
| Gstaad Major Gstaad, Szwajcaria 3 - 9 lipca                                           | Phil Dalhausser Nick Lucena 21–18, 21–19                    | Piotr Kantor Bartosz Łosiak          | Saymon Barbosa Álvaro Morais Filho 21–12, 21–18       | Evandro Oliveira André Stein               |
| Warmia Mazury Olsztyn Open Olsztyn, Polska 19 - 23 lipca                              | Markus Böckermann Lars Flüggen 15–21, 21–18, 15–11          | Ryan Doherty John Hyden              | Lombardo Ontiveros Juan Virgen 21–17, 22–20           | Mārtiņš Pļaviņš Haralds Regza              |
| Agadir Open Agadir, Maroko 21 - 23 lipca                                              | Quincy Aye Youssef Krou 21–18, 21–14                        | Júlio Nascimento Ahmed Tijan         | Rahman Raoufi Bahman Salemi 19–21, 21–19, 16–14       | Mohamed Abicha Zouheir Elgraoui            |
| Espinho Open Espinho, Portugalia 28 - 30 lipca                                        | Vitor Felipe George Wanderley 21–12, 21–13                  | Júlio Nascimento Ahmed Tijan         | Mathias Berntsen Anders Mol 22–20, 21–15              | Svein Oddmund Solhaug Christian Sørum      |
| World Championships Wiedeń, Austria 28 lipca - 6 sierpnia                             | Evandro Oliveira André Stein 23–21, 22–20                   | Clemens Doppler Alexander Horst      | Viacheslav Krasilnikov Nikita Liamin 21–17, 21–17     | Maarten Van Garderen Christiaan Varenhorst |
| SWATCH FIVB World Tour Finals presented by Vodaphone Hamburg, Niemcy 23 - 27 sierpnia | Phil Dalhausser Nick Lucena 21–15, 21–13                    | Evandro Oliveira André Stein         | Daniele Lupo Paolo Nicolai 21–17, 19–21, 15–12        | Piotr Kantor Bartosz Łosiak                |

### Kobiety
| Turniej                                                                               | 1 miejsce                                             | 2 miejsce                                  | 3 miejsce                                                     | 4 miejsce                                    |
| ------------------------------------------------------------------------------------- | ----------------------------------------------------- | ------------------------------------------ | ------------------------------------------------------------- | -------------------------------------------- |
| Fort Lauderdale Major Fort Lauderdale, Stany Zjednoczone 7 - 12 lutego                | Talita Antunes Larissa França 21–15, 21–18            | Eduarda Lisboa Ágatha Bednarczuk           | Chantal Laboureur Julia Sude 21–14, 21–14                     | Summer Ross Brooke Sweat                     |
| Shepparton Open Shepparton, Australia 4 - 5 marca                                     | Julie Gordon Camille Saxton 21–17, 21–14              | Kim Behrens Anni Schumacher                | Phoebe Bell Nicole Laird 21–14, 21–16                         | Leonie Körtzinger Sandra Seyfferth           |
| Sydney Open Sydney, Australia 17 - 19 marca                                           | Julie Gordon Camille Saxton 21–14, 21–16              | Mariafe Artacho Jessyka Ngauamo            | Louise Bawden Nicole Laird 21–18, 22–24, 15–11                | Kim Behrens Anni Schumacher                  |
| Langkawi Open Langkawi, Malezja 15 - 16 kwietnia                                      | Kim DiCello Emily Stockman 22–20, 22–24, 17–15        | Sarka Nakladalova Martina Williams         | Lena Plesiutschnig Cornelia Rimser 21–18, 21–13               | Nadine Strauss Teresa Strauss                |
| Xiamen Open Xiamen, Chiny 20 - 23 kwietnia                                            | Fernanda Alves Bárbara Seixas 21–12, 19–21, 16–14     | Wang Fan Yue Yuan                          | Victoria Bieneck Isabel Schneider 21–16, 21–19                | Maria Antonelli Carolina Horta               |
| Rio de Janeiro Open Rio de Janeiro, Brazylia 16 - 21 maja                             | Eduarda Lisboa Ágatha Bednarczuk 21–14, 13–21, 15–13  | Melissa Humana-Paredes Sarah Pavan         | Barbora Hermannova Markéta Sluková 23–21, 21–18               | Fernanda Alves Bárbara Seixas                |
| Moscow Open Moskwa, Rosja 31 maja - 4 czerwca                                         | Talita Antunes Larissa França 21–16, 21–14            | Summer Ross Brooke Sweat                   | Eduarda Lisboa Ágatha Bednarczuk 21–14, 21–8                  | Victoria Bieneck Isabel Schneider            |
| Dela Beach Open Haga, Holandia 14 - 18 czerwca                                        | Maria Antonelli Carolina Salgado 21–17, 21–11         | Joana Heidrich Anouk Vergé-Dépré           | Eduarda Lisboa Ágatha Bednarczuk 16–21, 21–13, 15–11          | Melissa Humana-Paredes Sarah Pavan           |
| Nanjing Open Nankin, Chiny 16 - 18 czerwca                                            | Betsi Flint Kelley Kolinske 21–19, 21–12              | Wen Shuhui Xia Xinyi                       | Ieva Dumbauskaite Monika Povilaityte 25–23, 17–21, 15–7       | Sarka Nakladalova Martina Williams           |
| Monaco Open Monako, Monako 17 - 18 czerwca                                            | Juliana Felisberta Carolina Horta 21–16, 15–21, 15–13 | Kim Behrens Anni Schumacher                | Panagiota Karagkouni Konstantina Tsopoulou 21–15, 16–21, 15–9 | Shaunna Polley Kelsie Wills                  |
| Nantong Open Nantong, Chiny 23 - 25 czerwca                                           | Wen Shuhui Xia Xinyi 21–18, 21–14                     | Wang Xinxin Xue Chen                       | Ieva Dumbauskaite Monika Povilaityte 26–24, 21–19             | Yulia Abalakina Ksenia Dabizha               |
| Porec Major Poreč, Chorwacja 26 czerwca - 1 lipca                                     | Melissa Humana-Paredes Sarah Pavan 32–34, 21–12, 15–6 | Barbora Hermannova Markéta Sluková         | Nina Betschart Tanja Hüberli 21–19, 21–14                     | Fernanda Alves Bárbara Seixas                |
| Gstaad Major Gstaad, Szwajcaria 3 - 8 lipca                                           | Chantal Laboureur Julia Sude 21–18, 22–20             | Talita Antunes Larissa França              | Melissa Humana-Paredes Sarah Pavan 21–15, 21–12               | Joana Heidrich Anouk Vergé-Dépré             |
| Daegu Open Daegu, Korea Południowa 14 - 16 lipca                                      | Miki Koshikawa Megumi Murakami 21–14, 15–21, 17–15    | Varapatsorn Radarong Tanarattha Udomchavee | Katerina Valkova Diana Zolnercikova 21–14, 24–22              | Lisa Arnholdt Leonie Welsch                  |
| Warmia Mazury Olsztyn Open Olsztyn, Polska 19 - 23 lipca                              | Talita Antunes Larissa França 20–22, 21–18, 16–14     | Melissa Humana-Paredes Sarah Pavan         | Eduarda Lisboa Ágatha Bednarczuk walkower                     | Nicole Branagh Kerri Walsh                   |
| Ulsan Open Ulsan, Korea Południowa 20 - 22 lipca                                      | Betsi Flint Kelley Kolinske 21–16, 21–13              | Varapatsorn Radarong Tanarattha Udomchavee | Shaunna Polley Kelsie Wills 21–17, 21–18                      | Taravadee Naraphornrapat Rumpaipruet Numwong |
| Agadir Open Agadir, Maroko 21 - 23 lipca                                              | Nicole Eiholzer Dunja Gerson 21–19, 21–18             | Azusa Futami Akiko Hasegawa                | Aline Chamereau Lézana Placette 21–9, 21–12                   | Erika Bobadilla Gabriela Filippo             |
| World Championships Wiedeń, Austria 28 lipca - 5 sierpnia                             | Laura Ludwig Kira Walkenhorst 19–21, 21–13, 15–9      | Lauren Fendrick April Ross                 | Talita Antunes Larissa França 21–12, 16–21, 18–16             | Melissa Humana-Paredes Sarah Pavan           |
| SWATCH FIVB World Tour Finals presented by Vodaphone Hamburg, Niemcy 23 - 26 sierpnia | Laura Ludwig Kira Walkenhorst 21–17, 19–21, 15–10     | Eduarda Lisboa Ágatha Bednarczuk           | Talita Antunes Larissa França 21–17, 21–19                    | Melissa Humana-Paredes Sarah Pavan           |